# Forcade de Biaix

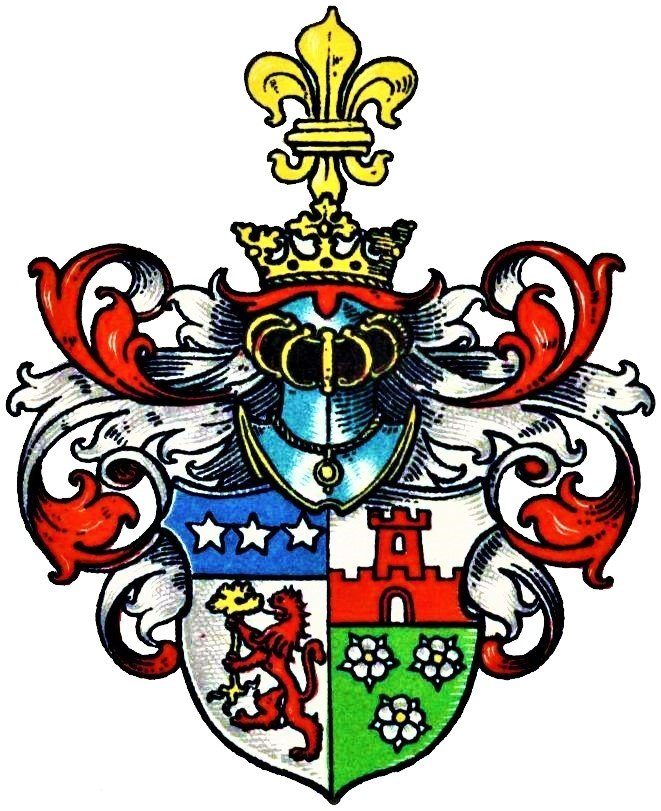
Wappen derer von Forcade de Biaix im Wappenbuch des Westfälischen Adels

Forcade de Biaix ist der Name eines ursprünglich spanischen, dann französischen und später in Preußen ansässigen Adelsgeschlechts.

## Geschichte
Das  Geschlecht war aus Spanien ins Béarn eingewandert. Die Stammreihe beginnt um 1600 mit dem königlich-französischen Schatzmeister Charles de Forcade, Seigneur de Biaix. Wegen religiöser Verfolgung der Hugenotten verließ die Familie nach 1685 Frankreich und kam mit Jean Querin de Forcade († 1729), Herr von Biaix, Sohn des französischen Generals Jacques de Forcade, Herr von Biaix, und der Philippine d’Espalunge, Baronne d’Arras nach Preußen. 1692 war er Capitain bei der Garde. Er durchlief alle Grade bis zum Generalleutnant und wurde Chef eines Infanterieregiments sowie Kommandant von Berlin. Mit Juliane Freyin von Honstedt hatte er mehrere Kinder, u. a. Friedrich Wilhelm Quirin von Forcade († 1765), Offizier unter Friedrich dem Großen. 1757 erhielt Forcade die Generalleutnantswürde und nach der Schlacht bei Leuthen den Schwarzen Adlerorden. Mit seiner Frau, einer geborenen Montaulieu de St. Hippolyte, hatte er 23 Kinder, von denen ihn elf überlebten. Einer seiner Söhne, Heinrich Leopold von Forcade (1747–1808), besaß das Gut Schleibitz im Herzogtum Oels.
Ferner besaß die Familie die Kolvenburg im westfälischen Billerbeck. Die Kolvenburg kam durch Heirat einer Erbtochter der Herren von Romberg als Aussteuer in den 1880er Jahren an den Leipziger Gerichtsrat Forcade de Biaix, der sie 1892/193 inklusive 300 Morgen Land an den Freiherrn von Twickel auf dem benachbarten Haus Hameren veräußerte. Schloss Reckenberg in Lichtenfels (Hessen) wurde 1873 von Christoph Ernst Friedrich von Forcade de Biaix gekauft. Nach dem Tod des Letzten dieser Linie 1935, Major Fritz Quirin von Forcade de Biaix, fiel Reckenberg an den Essener Bergassessor Kratz.

## Persönlichkeiten
- Jacques de Forcade, französischer General
- Jean Quirin de Forcade (1663–1729), preußischer Generalleutnant, Kommandant von Berlin
- Friedrich Wilhelm Quirin von Forcade (1699–1765), königlich-preußischer Generalleutnant, Träger des Schwarzen Adlerordens
- Heinrich Leopold von Forcade (1747–1808), preußischer Oberstleutnant
- Christoph Ernst Friedrich von Forcade de Biaix (1821–1891), Rittergutsbesitzer, Richter am Reichsgericht und Mitglied des Reichstages

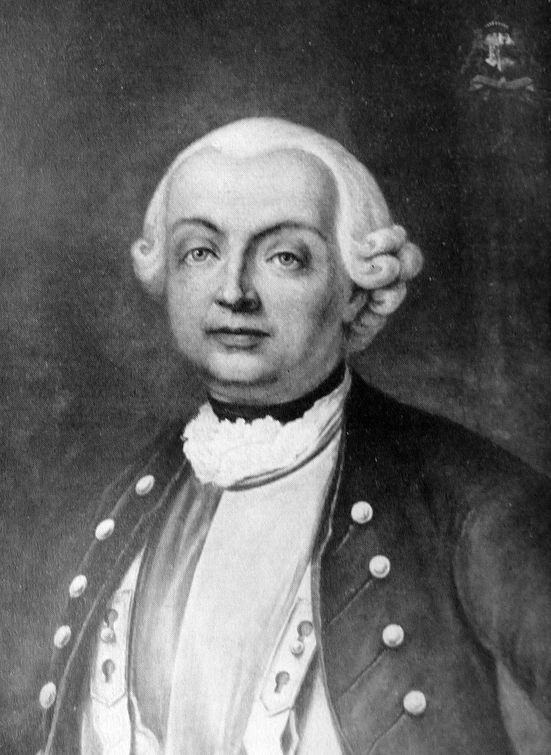
Jean de Forcade de Biaix, als Majorgeneral, um 1718
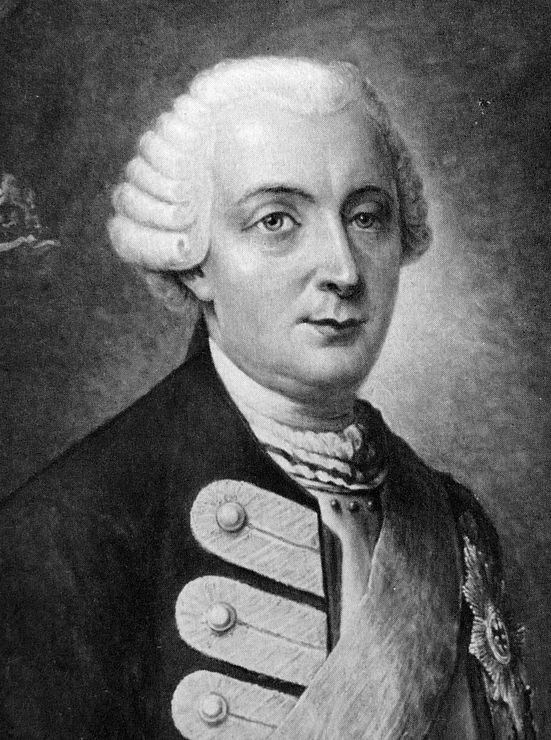
Generalmajor Friedrich Quirin von Forcade de Biaix, um 1758
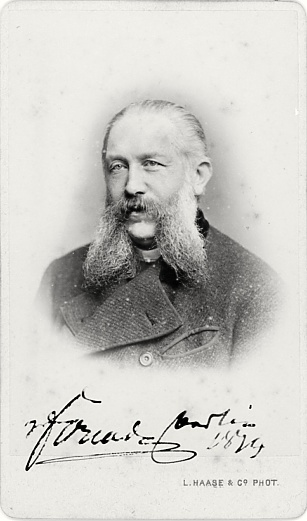
Christoph Ernst Friedrich von Forcade de Biaix (1821–1891)

## Wappen
Blasonierung: Gespalten, rechts ein blaues Schildhaupt mit drei silbernen Sternen nebeneinander belegt, darunter in Silber ein roter rechtsspringender Löwe, der einen ausgerissenen Baum in seinen Vorderpranken hält, links quergeteilt, oben in Silber eine aus der Teilungslinie aufsteigende rote Burg, unten in Grün drei (2:1) silberne Rosen. Auf dem gekrönten Helm eine goldene Lilie. Die Helmdecken sind rot-silbern.